# فینکنبرگ
فینکنبرگ (به آلمانی: Finkenberg) یک شهر در اتریش است که در شواس واقع شده‌است. فینکنبرگ ۱۷۱٫۶ کیلومتر مربع مساحت دارد ۸۳۹ متر بالاتر از سطح دریا واقع شده‌است.